# Honda CB 500
La CB 500 E es una motocicleta fabricada por Honda y producida en Brasil entre 1997 y 2005.

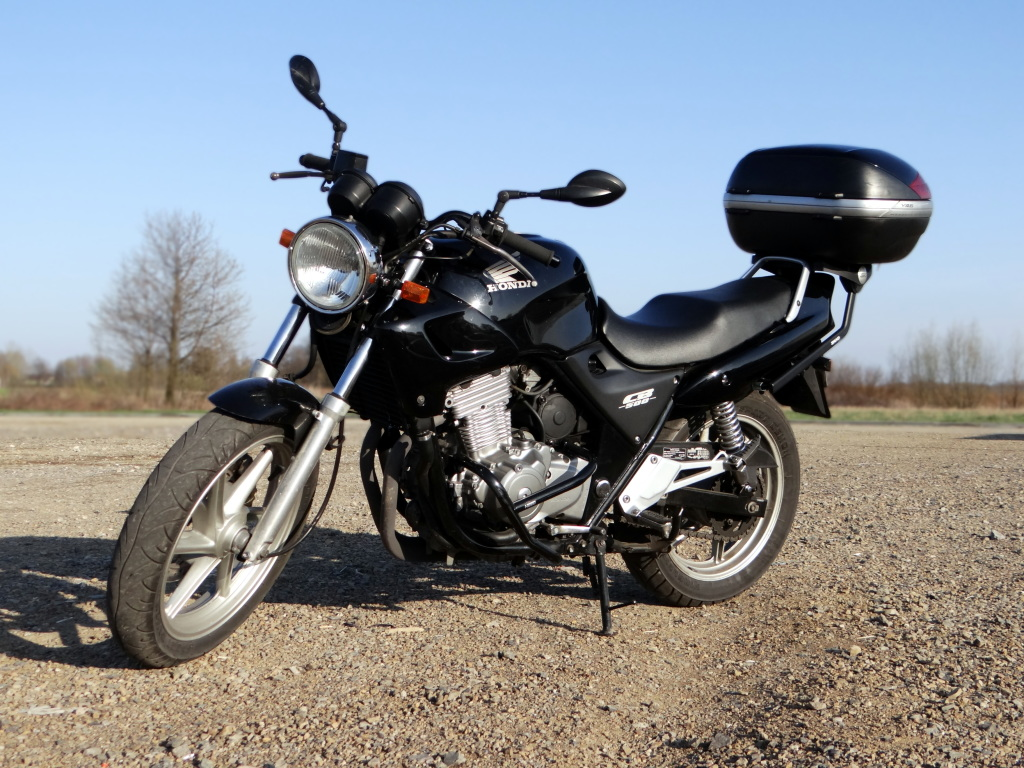
Honda CB 500 E

## Historia
El modelo CB 500 E fue muy popular en Brasil, ya que fue utilizada por la ROCAM de São Paulo de 2001 a 2004 y por el BPTRAN de la Policía Militar de Pernambuco a finales de los años 1990 y utilizada incluso por la Policía Rodoviaria Federal. Su producción finalizó 2005 a causa de los programas de reducción de la polución en el país, pues se trataba de una moto carburada. Tuvo una excelente acogida, tanto para uso urbano como para viajes, por su comportamiento y potencia. De su éxito hablan aún hoy su larga lista de fanes.
En 2013, Honda intentó retomar su éxito y presentó tres nuevos modelos: CB500F, CBR500R y la Road CB500X, con un motor bicilíndrico de 471 cm³, (por los 499 cm³ de la antigua CB500), con capacidad de generar 50,3 cv de potencia a 8.500 rpm, (frente a los 54 cv de la antigua), y torsión máxima de 43 Nm - 4,55kgf.m a 7.000  rpm, cambio de 6 marchas, presentando versiones con y sin ABS. Las tres versiones comparten cerca del 55% de los componentes para disminuir costes, lo que hace los modelos bien equilibradas. 
El nuevo modelo ha sido muy contestado por algunos conocedores y mecánicos de motos, por tratarse de un motor que ya era usado en Japón en el motor de 399cc (CB400F), que fue modificado por Honda con 471cc (el mismo proceso utilizado cuando creó la línea XRE/CB300 en Brasil, que seguía al modelo Twister 249cc y lo aumentaba a 291cc) dejando el motor en el límite de su capacidad. Para evitar una posible explosión, el fabricante adoptó un limitador de RPM, limitado a 8500 y velocidad final de 188km/h, para que el motor no sufriera daños.

## Comparativa con la nueva CB 500F
Contando con una buena relación peso/potencia, el modelo antiguo CB500 podía acelerar de 0 a 100 km/h en 4,7 segundos, llegando a alcanzar 183 km/h, poseía una potencia de 54cv a 9500rpm y torsión de 43 Nm (4,50kgf.m) a 8000 rpm. Comparando con el nuevo modelo, la antigua pierde un poco en la salida, e inmediatamente después de alcanzar una rotación elevada el motor "grita alto", rindiendo más que la nueva CB500F/R/X. Los nuevos modelos de la CB500F/R/X hacen de 0 a 100km/h en 6,1 segundos, con una velocidad final de 188km/h, limitados por la fragilidad mecánica del motor. De esta forma observamos que las nuevas CB500F/R/X son más "mansas" que la antigua CB500, pero más limpias, es decir, emiten menos carbono a la atmósfera.